# Halles Lehel
Les Halles Lehel (en hongrois : Lehel csarnok) sont un marché couvert situé dans le quartier d'Angyalföld du 13e arrondissement de Budapest, sur Lehel tér à proximité de l'Église paroissiale Sainte-Marguerite de la maison Árpád. Elles ont remplacé le marché de plein air qui se tenait auparavant sur la place.
Le site est desservi par la station Lehel tér :    14  76.